# シンシロ
『シンシロ』（日本語発音: [ɕinɕiɺo]）は、日本のロックバンド・サカナクションの3作目のスタジオ・アルバム。2009年1月21日にビクターエンタテインメントよりリリースされた。

## 概要
本アルバムより、レーベルをビクターエンタテインメントの傘下レーベル・BabeStar Labelからビクターエンタテインメントに移籍している。
アルバムは、前作『NIGHT FISHING』の制作時まで活動していた札幌を離れ、東京に拠点を移動し、制作されている。これは、前作のリリース後からオファーが来ていたマネジメント会社と契約を交わしたことによる移動であり、バンドは移動までにメンバー同士の交渉などを重ねている。また、東京に進出し、兼業していた職を辞職し、バンド活動のみとなったために、今までより音楽に手が伸ばせるようになったなどバンドにとっての変化が見られる。
本アルバムは、複数の音楽評論家からの肯定的評価を得ている。音楽雑誌『CDJournal』は、アルバムそれぞれのアレンジをメンバーそれぞれが担当しているのに対して、まとまったアルバムとして完成されていることに対して称賛した。
一方で、オールミュージックのアレクセイ・エレメンコは、バンドの音楽性をロックバンド・ASIAN KUNG-FU GENERATIONの作品と比較し、星3.5を与えた。アレクセイは、バンドがいままでにないニューウェイブを創り出している、と肯定的にコメントもしたが「あまりにも曲が軽快すぎる」として、批判的なコメントも残している。

## 背景と制作

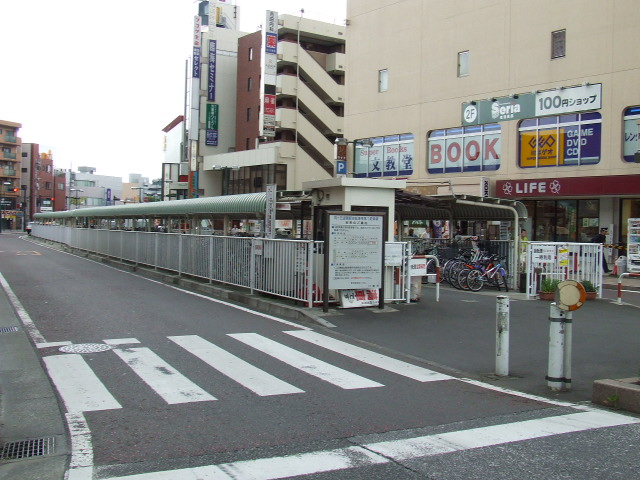
アルバムに収録された楽曲は、移転後、当時山口が住居していた神奈川県川崎市多摩区登戸にあった自宅で制作された。（写真は登戸にある駅、向ヶ丘遊園駅にあるモノレール跡地、2007年6月撮影）

バンドは、前作『NIGHT FISHING』リリース後より、複数のマネジメント会社からオファーが来ていた。バンドのメンバーは当初、どこと契約をするかと考える上で、メンバーらの地元である札幌から出ることを考えていなかった。
また、ほとんどのマネジメント会社も同様に、東京へ進出することを提言する企業はなかった。しかし、その中でヒップランドミュージックは「いずれは東京で活動してほしい」とバンドに提言。
事務所とフロントマン・山口一郎が商談を進める上で、ヒップランドに「外に発信しなくてはいけない」と言われたことや、山口が「もっと多くの人に聴いてもらいたい」などといった意志があったため、メンバーと交渉したところ、快諾。山口らバンドはヒップランドと契約し、東京へ拠点を移動した。
また、バンドは東京に移る際に兼業していた職を辞職し、東京進出している。これにより、音楽しか時間が無くなった分、今まで手が伸ばせるようになったという。
本アルバムで、バンドはアルバムの制作方法を大きく変えており、制作地が東京になっただけではなく、アルバムのそれぞれの楽曲は各メンバーがデモを1人で編曲し、それぞれの曲の主導権を各自に持たすことによって、楽曲それぞれにメンバーながらのアレンジがされている。
また、収録曲「雑踏」は、山口とギター・岩寺基晴の2人で活動していた当時から存在していた楽曲であり、アルバムに収録された楽曲のなかでは唯一、アウトロを編集されたのみで、原型のまま収録されている。
収録曲「アドベンチャー」は、アルバムの先行シングルになる予定であった。しかし、楽曲「セントレイ」が完成したことにより「アドベンチャー」が狙った楽曲になり「セントレイ」が先行シングルとしてリリースされた。
アルバムタイトル「シンシロ」は、バンドが構想をまとめているスケッチブックを、本アルバムで白紙に戻し「新しい白」「新色の白」を作るつもりでいこうという構想の元、名付けられた。

アルバムのディスクジャケット・アートワークをアートクリエイティブ集団・hatosが務めており「シンシロ」と言葉で発音した際に現れる波紋をデータに録り、表したデザインとなっている。

## プロモーションとリリース
本アルバムから、先行シングルとして2曲がリリースされている。2008年12月10日には、マキシシングルとして「セントレイ」が、2009年2月9日には、配信シングル「ネイティブダンサー」がリリースされた。また「ネイティブダンサー」は、プロモーションビデオが制作されており、「SPACE SHOWER Music Video Awards」にて、コンセプチュアル・ビデオ賞を受賞している。

アルバムのリリースを記念し、ライブツアー「SAKANAQUARIUM 2009 "シンシロ"」を開催。ツアーは、京都・名古屋・福岡・大阪・岡山・広島・東京・赤坂・金沢・新潟・仙台・札幌にて開催されたほか、韓国にて開催されたロック・フェスティバル「GENTRA X SSAMZIE SOUND FESTIVAL」に、唯一国外のアーティストとして出演している。

## 評価

### 評論家の評価
| 音楽評論家によるレビュー | 音楽評論家によるレビュー |
| レビュー・スコア         | レビュー・スコア         |
| 出典                     | 評価                     |
| ------------------------ | ------------------------ |
| 『VIBE』                 | 中立的                   |
| ListenJapan              | 肯定的                   |
| 『CDJournal』            | 肯定的                   |
| オールミュージック       | [ 19 ]                   |

本アルバムは、複数の音楽評論家から賛否両論の評価を得ている。
- 音楽雑誌『VIBE』の山田美央は、詩的なレビューを展開しており、バンドの音楽性を独自の表現で評価している[18]。
- 音楽配信サイト・ListenJapanの伊勢四郎は「90'sオルタナティヴ・ロック、ニューウェイヴ、テクノポップ、ハウス、アンビエント、ブラック・ミュージック……などの要素を、自由に気の趣くままに料理した、サカナクションならではのサウンドがこれまで以上にきっちりと丁寧に鳴らされている」とし「逸材」と評した[1]。
- 音楽雑誌『CDJournal』は、アルバムそれぞれのアレンジをメンバーそれぞれが担当しているのに対して、まとまったアルバムとして完成されていることに対して称賛した[20]。
- データベースサイト・オールミュージックのアレクセイ・エレメンコは、バンドの音楽性をロックバンド・ASIAN KUNG-FU GENERATIONの作品と比較し、星を3.5与えた。アレクセイは、バンドがいままでにないニューウェイブを創り出している、と肯定的にコメントしている。しかし、「あまりにも曲が軽快すぎる」として批判的なコメントも残している[19]。

### チャート成績と受賞
オリコンの調査によると、本アルバムは、発売初週に1万2,000枚を売り上げている。これは、過去作『GO TO THE FUTURE』および『NIGHT FISHING』の2枚を総売上を超え、バンドにとっての快挙となった。また、第2回『CDショップ大賞』では、本アルバムが入賞している。

## 収録曲
| 全作詞: 山口一郎。 |                        |           |                |      |
| #                  | タイトル               | 作詞      | 作曲           | 時間 |
| 1.                 | 「Ame (B)」            | 山口一郎  | 山口一郎       | 3:36 |
| 2.                 | 「ライトダンス」       | 山口一郎  | 山口一郎       | 3:32 |
| 3.                 | 「セントレイ」         | 山口一郎  | 山口一郎       | 3:59 |
| 4.                 | 「ネイティブダンサー」 | 山口一郎  | 山口一郎       | 4:24 |
| 5.                 | 「minnanouta」         | 山口一郎  | サカナクション | 6:15 |
| 6.                 | 「雑踏」               | 山口一郎  | 山口一郎       | 5:23 |
| 7.                 | 「黄色い車」           | 山口一郎  | 山口一郎       | 3:56 |
| 8.                 | 「enough」             | 山口一郎  | 山口一郎       | 5:47 |
| 9.                 | 「涙ディライト」       | 山口一郎  | 山口一郎       | 4:02 |
| 10.                | 「アドベンチャー」     | 山口一郎  | 山口一郎       | 4:54 |
| 11.                | 「human」              | 山口一郎  | 山口一郎       | 4:52 |
| 合計時間:          | 合計時間:              | 合計時間: | 50:40          |      |

## チャート
| チャート（2008年）                     | 最高 順位 | 出典   |
| -------------------------------------- | --------- | ------ |
| 日本・Billboard JAPAN Top Albums Sales | 11        | [ 23 ] |
| オリコン週間アルバムランキング         | 8         | [ 24 ] |
| チャート（2015年）                     | 最高 順位 | 出典   |
| オリコン週間アルバムランキング         | 64        | [ 21 ] |

### 売り上げ
| 集計団体 | 売り上げ/枚 | 出典   |
| -------- | ----------- | ------ |
| オリコン | 3万4,000枚  | [ 21 ] |

## 発売日一覧
| 国/地域 | 発売/発信元                | 発売日        | 規格                                        | 規格品番                  | 出典   |
| ------- | -------------------------- | ------------- | ------------------------------------------- | ------------------------- | ------ |
| 日本    | ビクターエンタテインメント | 2009年1月21日 | CD（期間限定価格盤） デジタル・ダウンロード | VICL-63223                | [ 25 ] |
| 日本    | ビクターエンタテインメント | 2009年3月24日 | レンタルCD                                  | VICL-63224                | [ 26 ] |
| 台湾    | ロックレコード             | 2009年4月10日 | CD                                          | GUT2262                   | [ 27 ] |
| 韓国    | J-Box Entertainment        | 2009年4月13日 | デジタル・ダウンロード                      | N/A                       | [ 28 ] |
| 世界    | ビクターエンタテインメント | 2009年7月15日 | デジタル・ダウンロード                      | N/A                       | [ 29 ] |
| 韓国    | Mnet Media                 | 2009年10月8日 | CD                                          | 2383479                   | [ 30 ] |
| 日本    | ビクターエンタテインメント | 2015年3月18日 | ロスレス圧縮デジタル・ダウンロード          | VEAHD-10614               | [ 31 ] |
| 日本    | ビクターエンタテインメント | 2015年3月25日 | CD、LP                                      | VICL-64345, VIJL-60148〜9 | [ 32 ] |

## ライブ映像作品
| 曲名               | 作品名                                                            | 備考 |
| ------------------ | ----------------------------------------------------------------- | --- |
| Ame(B)             | SAKANAQUARIUM 2010 (B)                                            | |
| Ame(B)             | SAKANATRIBE 2014 -LIVE at TOKYO DOME CITY HALL-                   | 『-SAKANATRIBE MIX-』の副題が追加され、リミックスバージョンで演奏された。 シングル用に再構築したものが「さよならはエモーション/蓮の花」に収録されている。                                       |
| Ame(B)             | 834.194                                                           | 完全生産限定盤に収録された、デビュー10周年を記念して行われたイベント 「"2007.05.09 - 2017.05.09" -LIVE AT STUDIO COAST 2017.05.09-」のOPENINGに一部使われた。                                   |
| ライトダンス       | SAKANAQUARIUM 2010 (B)                                            | |
| ライトダンス       | SAKANAQUARIUM 2010 (C)                                            | |
| セントレイ         | →「 セントレイ 」を参照                                           | →「 セントレイ 」を参照 |
| ネイティブダンサー | →「 ネイティブダンサー (サカナクションの曲) 」を参照              | →「 ネイティブダンサー (サカナクションの曲) 」を参照 |
| enough             | SAKANAQUARIUM 2010 (B)                                            | |
| enough             | 834.194                                                           | 完全生産限定盤に収録された、デビュー10周年を記念して行われたイベント 「"2007.05.09 - 2017.05.09" -LIVE AT STUDIO COAST 2017.05.09-」で、 スタイリスト・北澤"momo"寿志のリクエストで演奏された。 |
| 涙ディライト       | SAKANAQUARIUM 2010 (B)                                            | |
| 涙ディライト       | 834.194                                                           | 完全生産限定盤に収録された、デビュー10周年を記念して行われたイベント 「"2007.05.09 - 2017.05.09" -LIVE AT STUDIO COAST 2017.05.09-」で、照明・平山和裕のリクエストで演奏された。                |
| アドベンチャー     | SAKANAQUARIUM 2010 (B)                                            | |
| アドベンチャー     | SAKANAQUARIUM 2010 (C)                                            | |
| アドベンチャー     | SAKANAQUARIUM 2011 DocumentaLy -LIVE at MAKUHARI MESSE-           | |
| アドベンチャー     | SAKANAQUARIUM 2013 sakanaction -LIVE at MAKUHARI MESSE 2013.5.19- | |
| アドベンチャー     | 魚図鑑                                                            | 初回生産限定盤A・Bに同梱のディスク<SAKANAQUARIUM ARCHIVE>に 本曲を含むディスク初収録の映像作品が収録されている。                                                                                |

### バンドの公式サイト
- サカナクション公式サイト
- サカナクション　ビクターエンタテインメント公式ページ

### 歌詞掲載サイト
- サカナクション - 歌ネット
  - Ame(B) - 歌ネット
  - ライトダンス - 歌ネット
  - セントレイ - 歌ネット
  - ネイティブダンサー - 歌ネット
  - 雑踏 - 歌ネット
  - 黄色い車 - 歌ネット
  - enough - 歌ネット
  - 涙ディライト - 歌ネット
  - アドベンチャー - 歌ネット
  - human - 歌ネット

### インタビュー記事
- bounce(タワーレコード)のインタビュー(2009年01月08日掲載)
- bounce(タワーレコード)のインタビュー(2009年01月15日掲載)
- bounce(タワーレコード)のインタビュー(2009年01月22日掲載)